# چیمینا
چیمینا (به ایتالیایی: Ciminà) یک کومونه در ایتالیا است که در استان رجو کالابریا واقع شده‌است.

## خصوصیات
چیمینا ۴۸٫۸ کیلومترمربع مساحت و ۶۵۲ نفر جمعیت دارد.